# Danh sách cầu thủ tham dự giải vô địch bóng đá trẻ thế giới 1983
Tuổi tính đến ngày 2 tháng 6 năm 1983, ngày đầu tiên của giải đấu.

## Bảng A

### Úc
Huấn luyện viên:  Les Scheinflug
| Số | Vt | Cầu thủ           | Ngày sinh (tuổi)            | Số trận | Câu lạc bộ          |
| -- | -- | ----------------- | --------------------------- | ------- | ------------------- |
| 1  | TM | Chris Hummel      | 4 tháng 5, 1965 (18 tuổi)   |         | Canberra Arrows     |
| 2  | HV | Ralph Maier       | 5 tháng 5, 1964 (19 tuổi)   |         | Newcastle KB United |
| 3  | HV | Tom McCulloch     | 10 tháng 2, 1964 (19 tuổi)  |         | Marconi Stallions   |
| 4  | HV | Tony Dakos        | 9 tháng 4, 1964 (19 tuổi)   |         | Sydney Olympic      |
| 5  | HV | Roy Jones         | 20 tháng 9, 1963 (19 tuổi)  |         | AIS                 |
| 6  | TV | Russell Stewart   | 27 tháng 3, 1964 (19 tuổi)  |         | Brisbane Lions      |
| 7  | TĐ | Frank Farina      | 5 tháng 9, 1964 (18 tuổi)   |         | Canberra Arrows     |
| 8  | TV | Jim Patikas       | 18 tháng 10, 1963 (19 tuổi) |         | Sydney Olympic      |
| 9  | TĐ | Rod Brown         | 27 tháng 1, 1964 (19 tuổi)  |         | Marconi Stallions   |
| 10 | TĐ | David Lowe        | 30 tháng 8, 1963 (19 tuổi)  |         | Newcastle KB United |
| 11 | TV | Fabio Incantalupo | 30 tháng 12, 1963 (19 tuổi) |         | Brunswick Juventus  |
| 12 | HV | Paul Daley        | 19 tháng 9, 1964 (18 tuổi)  |         |                     |
| 13 | HV | Joe Rizzotto      | 11 tháng 4, 1964 (19 tuổi)  |         | Marconi Stallions   |
| 14 | HV | Ray Vlietstra     | 11 tháng 4, 1964 (19 tuổi)  |         | Wollongong Wolves   |
| 15 | TĐ | Rene Licata       | 28 tháng 2, 1964 (19 tuổi)  |         | Marconi Stallions   |
| 16 | TĐ | Steve Glockner    | 5 tháng 9, 1964 (18 tuổi)   |         | Brisbane City       |
| 17 | TĐ | Danny Wright      | 2 tháng 11, 1964 (18 tuổi)  |         | Brisbane Lions      |
| 18 | TM | Tony Franken      | 11 tháng 1, 1965 (18 tuổi)  |         | AIS                 |

### Hàn Quốc
Huấn luyện viên:  Park Jong-Hwan
| Số | Vt | Cầu thủ        | Ngày sinh (tuổi)            | Số trận | Câu lạc bộ                         |
| -- | -- | -------------- | --------------------------- | ------- | ---------------------------------- |
| 1  | TM | Kim Poong-Joo  | 1 tháng 10, 1964 (18 tuổi)  |         | Daewoo Royals                      |
| 2  | HV | Kim Pan-Keun   | 5 tháng 3, 1966 (17 tuổi)   |         | Korea University                   |
| 3  | HV | Moon Won-Keun  | 16 tháng 9, 1963 (19 tuổi)  |         | Dong-A University                  |
| 4  | HV | No In-Woo      | 1 tháng 9, 1963 (19 tuổi)   |         | Korea University                   |
| 5  | HV | Yoo Byung-Ok   | 2 tháng 3, 1964 (19 tuổi)   |         | Hanyang University                 |
| 6  | HV | Jang Jung      | 5 tháng 5, 1964 (19 tuổi)   |         | Ajou University                    |
| 7  | TV | Lee Tae-Hyung  | 1 tháng 9, 1964 (18 tuổi)   |         | Hanyang University                 |
| 8  | TĐ | Lee Kee-Keun   | 17 tháng 7, 1965 (17 tuổi)  |         | Hanyang University                 |
| 9  | TĐ | Kim Jong-Boo   | 13 tháng 1, 1965 (18 tuổi)  |         | Korea University                   |
| 10 | TĐ | Shin Yon-Ho    | 8 tháng 5, 1964 (19 tuổi)   |         | Korea University                   |
| 11 | TĐ | Lee Sung-Hee   | 17 tháng 8, 1965 (17 tuổi)  |         | Gangneung Agricultural High School |
| 12 | HV | Choi Ik-Hwan   | 23 tháng 6, 1964 (18 tuổi)  |         | Seoul FC                           |
| 13 | TV | Kim Heung-Kwon | 2 tháng 12, 1963 (19 tuổi)  |         | Chonnam National University        |
| 14 | TV | Kang Jae-Soon  | 15 tháng 12, 1964 (18 tuổi) |         | Sungkyunkwan University            |
| 15 | TV | Kim Chong-Kon  | 29 tháng 3, 1964 (19 tuổi)  |         | Seoul FC                           |
| 16 | TĐ | Choi Yong-Kil  | 15 tháng 3, 1965 (18 tuổi)  |         | Yonsei University                  |
| 17 | TĐ | Lee Hyun-Chul  | 14 tháng 2, 1964 (19 tuổi)  |         | Dankook University                 |
| 18 | TM | Lee Moon-Young | 5 tháng 5, 1965 (18 tuổi)   |         | Dongbuk High School                |

### México
Huấn luyện viên:  Mario Velarde
| Số | Vt | Cầu thủ              | Ngày sinh (tuổi)            | Số trận | Câu lạc bộ   |
| -- | -- | -------------------- | --------------------------- | ------- | ------------ |
| 1  | TM | Nicolás Navarro      | 17 tháng 9, 1963 (19 tuổi)  |         | Necaxa       |
| 2  | HV | Roberto Hernández    | 28 tháng 9, 1963 (19 tuổi)  |         | Oaxtepec     |
| 3  | HV | Horacio Macedo       | 15 tháng 4, 1963 (20 tuổi)  |         | Pumas UNAM   |
| 4  | HV | Gerardo Quintero     | 18 tháng 1, 1964 (19 tuổi)  |         | Toluca       |
| 5  | TV | Rodolfo Villegas     | 13 tháng 2, 1963 (20 tuổi)  |         | Pumas UNAM   |
| 6  | TV | Marcelino Bernal     | 27 tháng 5, 1962 (21 tuổi)  |         | Tepic        |
| 7  | TĐ | Luis García          | 4 tháng 4, 1964 (19 tuổi)   |         | Atlas        |
| 8  | TV | Miguel España        | 31 tháng 1, 1964 (19 tuổi)  |         | Pumas UNAM   |
| 9  | TĐ | Juan Muciño          | 23 tháng 12, 1963 (19 tuổi) |         | Pumas UNAM   |
| 10 | TĐ | Martín Reyna         | 5 tháng 12, 1961 (21 tuổi)  |         | Pumas UNAM   |
| 11 | TĐ | Paul Moreno          | 1 tháng 9, 1962 (20 tuổi)   |         | Puebla       |
| 12 | HV | Abraham Nava         | 23 tháng 1, 1964 (19 tuổi)  |         | Pumas UNAM   |
| 13 | HV | Héctor Gamboa        | 28 tháng 8, 1963 (19 tuổi)  |         | Monterrey    |
| 14 | TĐ | Jorge Pajarito       | 24 tháng 7, 1964 (18 tuổi)  |         | Atlas        |
| 15 | TV | José María Huerta    | 18 tháng 2, 1964 (19 tuổi)  |         | Atlante F.C. |
| 16 | TĐ | Federico Gonzalez    | 2 tháng 3, 1965 (18 tuổi)   |         | UAG          |
| 17 | TĐ | Raúl Vázquez         | 13 tháng 12, 1963 (19 tuổi) |         | Jalisco      |
| 18 | TM | José Antonio Panduro | 5 tháng 5, 1963 (20 tuổi)   |         | Jalisco      |

### Scotland
Huấn luyện viên:  Andy Roxburgh
| Số | Vt | Cầu thủ        | Ngày sinh (tuổi)            | Số trận | Câu lạc bộ        |
| -- | -- | -------------- | --------------------------- | ------- | ----------------- |
| 1  | TM | Bryan Gunn     | 22 tháng 12, 1963 (19 tuổi) |         | Aberdeen          |
| 2  | HV | Dave Beaumont  | 10 tháng 12, 1963 (19 tuổi) |         | Dundee United     |
| 3  | HV | David Bowman   | 10 tháng 3, 1964 (19 tuổi)  |         | Hearts            |
| 4  | TĐ | Eric Black     | 1 tháng 10, 1963 (19 tuổi)  |         | Aberdeen          |
| 5  | HV | Steve Clarke   | 29 tháng 8, 1963 (19 tuổi)  |         | St Mirren         |
| 6  | TV | Neale Cooper   | 24 tháng 11, 1963 (19 tuổi) |         | Aberdeen          |
| 7  | TV | Ally Dick      | 25 tháng 4, 1965 (18 tuổi)  |         | Tottenham Hotspur |
| 8  | TV | James Dobbin   | 17 tháng 9, 1963 (19 tuổi)  |         | Celtic            |
| 9  | TĐ | Brian McClair  | 8 tháng 12, 1963 (19 tuổi)  |         | Motherwell        |
| 10 | HV | Gary McGinnis  | 22 tháng 10, 1963 (19 tuổi) |         | Celtic            |
| 11 | TV | Jim McInally   | 19 tháng 2, 1964 (19 tuổi)  |         | Celtic            |
| 12 | TM | Ian Westwater  | 8 tháng 11, 1963 (19 tuổi)  |         | Hearts            |
| 13 | HV | Dave McPherson | 28 tháng 1, 1964 (19 tuổi)  |         | Rangers           |
| 14 | TV | Paul McStay    | 22 tháng 10, 1964 (18 tuổi) |         | Celtic            |
| 15 | TV | Gary Mackay    | 23 tháng 1, 1964 (19 tuổi)  |         | Hearts            |
| 16 | TV | Pat Nevin      | 6 tháng 9, 1963 (19 tuổi)   |         | Clyde             |
| 17 | HV | John Philliben | 14 tháng 3, 1964 (19 tuổi)  |         | Stirling Albion   |
| 18 | TV | Brian Rice     | 11 tháng 10, 1963 (19 tuổi) |         | Hibernian         |

## Bảng B

### Bờ Biển Ngà
Huấn luyện viên:  Benjamin Iojene
| Số | Vt | Cầu thủ              | Ngày sinh (tuổi)            | Số trận | Câu lạc bộ           |
| -- | -- | -------------------- | --------------------------- | ------- | -------------------- |
| 1  | TM | Lancina Doumbia      | 21 tháng 9, 1963 (19 tuổi)  |         |                      |
| 2  | HV | Léopold Didi         | 25 tháng 10, 1963 (19 tuổi) |         |                      |
| 3  | HV | Gba Guedé            | 10 tháng 10, 1964 (18 tuổi) |         |                      |
| 4  | HV | Lohognon Soro        | 20 tháng 11, 1963 (19 tuổi) |         | Stella Club d'Adjamé |
| 5  | TV | Olivier Baroan       | 30 tháng 12, 1963 (19 tuổi) |         | Africa Sports        |
| 6  | HV | Jean-Claude Boussou  | 18 tháng 12, 1966 (16 tuổi) |         | Stade d'Abidjan      |
| 7  | HV | Alain Gbezié         | 22 tháng 10, 1963 (19 tuổi) |         |                      |
| 8  | TĐ | Léopold Sacré        | 1 tháng 1, 1964 (19 tuổi)   |         |                      |
| 9  | TĐ | Aimé Tchétché        | 10 tháng 1, 1964 (19 tuổi)  |         | Africa Sports        |
| 10 | TV | Sidiki Diaby         | 15 tháng 8, 1963 (19 tuổi)  |         |                      |
| 11 | TĐ | Gnato Gbala          | 4 tháng 6, 1964 (18 tuổi)   |         |                      |
| 18 | HV | Bernardin Gba        | 11 tháng 11, 1963 (19 tuổi) |         |                      |
| 13 | TV | Jean-Michel Kah      | 8 tháng 8, 1966 (16 tuổi)   |         |                      |
| 14 | TĐ | Youssouf Fofana      | 26 tháng 7, 1966 (16 tuổi)  |         | ASEC Abidjan         |
| 15 | TĐ | Lucien Kassy Kouadio | 12 tháng 12, 1963 (19 tuổi) |         | ASEC Abidjan         |
| 16 | TV | Oumar Ben Salah      | 2 tháng 7, 1964 (18 tuổi)   |         | Stade d'Abidjan      |
| 17 | TV | Richard Ori          | 3 tháng 8, 1964 (18 tuổi)   |         |                      |
| 18 | TM | Konan Assieoussou    | 1 tháng 4, 1964 (19 tuổi)   |         |                      |

### Ba Lan
Huấn luyện viên:  Mieczysław Broniszewski
| Số | Vt | Cầu thủ               | Ngày sinh (tuổi)            | Số trận | Câu lạc bộ       |
| -- | -- | --------------------- | --------------------------- | ------- | ---------------- |
| 1  | TM | Józef Wandzik         | 13 tháng 8, 1963 (19 tuổi)  |         | Ruch Chorzów     |
| 2  | HV | Marek Piotrowicz      | 20 tháng 11, 1963 (19 tuổi) |         | Górnik Zabrze    |
| 3  | HV | Witold Wenclewski     | 14 tháng 4, 1964 (19 tuổi)  |         | ŁKS Łódź         |
| 4  | HV | Wojciech Gorgon       | 7 tháng 8, 1963 (19 tuổi)   |         | Wisła Kraków     |
| 5  | HV | Mirosław Modrzejewski | 7 tháng 1, 1964 (19 tuổi)   |         | Bałtyk Gdynia    |
| 6  | TV | Roman Gruszecki       | 25 tháng 4, 1964 (19 tuổi)  |         | Stal Mielec      |
| 7  | TV | Mirosław Myśliński    | 6 tháng 12, 1963 (19 tuổi)  |         | Widzew Łódź      |
| 8  | TV | Wiesław Wraga         | 14 tháng 8, 1964 (18 tuổi)  |         | Widzew Łódź      |
| 9  | TĐ | Joachim Klemenz       | 16 tháng 2, 1964 (19 tuổi)  |         | Górnik Zabrze    |
| 10 | TĐ | Bolesław Błaszczyk    | 28 tháng 6, 1964 (18 tuổi)  |         | Arka Gdynia      |
| 11 | TV | Wiesław Krauze        | 23 tháng 4, 1964 (19 tuổi)  |         | Bałtyk Gdynia    |
| 12 | TM | Jarosław Bako         | 12 tháng 8, 1964 (18 tuổi)  |         | ŁKS Łódź         |
| 13 | HV | Dariusz Waśniewski    | 16 tháng 12, 1964 (18 tuổi) |         | Widzew Łódź      |
| 14 | TV | Janusz Dobrowolski    | 19 tháng 8, 1963 (19 tuổi)  |         | Stal Mielec      |
| 15 | TĐ | Adrian Szczepański    | 30 tháng 10, 1963 (19 tuổi) |         | Gwardia Warszawa |
| 16 | TV | Rafał Stroiński       | 17 tháng 4, 1964 (19 tuổi)  |         | Lech Poznań      |
| 17 | HV | Jarosław Ludwiczak    | 3 tháng 2, 1964 (19 tuổi)   |         | ŁKS Łódź         |
| 18 | TĐ | Marek Leśniak         | 29 tháng 2, 1964 (19 tuổi)  |         | Pogoń Szczecin   |

### Hoa Kỳ
Huấn luyện viên: Angus McAlpine
| Số | Vt | Cầu thủ           | Ngày sinh (tuổi)            | Số trận | Câu lạc bộ             |
| -- | -- | ----------------- | --------------------------- | ------- | ---------------------- |
| 1  | TM | Jeff Duback       | 5 tháng 1, 1964 (19 tuổi)   |         | Yale Bulldogs          |
| 2  | TM | Kris Peat         | 30 tháng 1, 1966 (17 tuổi)  |         |                        |
| 3  | HV | Ralph Black       | 6 tháng 10, 1963 (19 tuổi)  |         | Baltimore Blast        |
| 4  | HV | Paul Caligiuri    | 9 tháng 3, 1964 (19 tuổi)   |         | UCLA Bruins            |
| 5  |    | Karl Groesser     | 8 tháng 5, 1964 (19 tuổi)   |         |                        |
| 6  |    | Steven Maurer     | 18 tháng 2, 1964 (19 tuổi)  |         |                        |
| 7  |    | Robert Stewart    | 2 tháng 9, 1964 (18 tuổi)   |         |                        |
| 8  |    | Mark Arya         | 25 tháng 8, 1963 (19 tuổi)  |         |                        |
| 9  | TV | Michael Brady     | 1 tháng 7, 1964 (18 tuổi)   |         | American Eagles        |
| 10 | TV | Dale Ervine       | 19 tháng 5, 1964 (19 tuổi)  |         | UCLA Bruins            |
| 11 | TV | Tab Ramos         | 21 tháng 9, 1966 (16 tuổi)  |         | St. Benedict's         |
| 12 | TV | Troy Snyder       | 24 tháng 11, 1965 (17 tuổi) |         | Fleetwood High School  |
| 13 |    | Juan Forero       | 10 tháng 1, 1965 (18 tuổi)  |         |                        |
| 14 | HV | George Gelnovatch | 12 tháng 2, 1965 (18 tuổi)  |         | University of Virginia |
| 15 | TĐ | Jeff Hooker       | 21 tháng 3, 1965 (18 tuổi)  |         | UCLA Bruins            |
| 16 | TV | Hugo Pérez        | 8 tháng 11, 1963 (19 tuổi)  |         | Tampa Bay Rowdies      |
| 17 | TV | Derek Sanderson   | 14 tháng 12, 1963 (19 tuổi) |         | San Jose Earthquakes   |
| 18 |    | Scott Snyder      | 11 tháng 2, 1966 (17 tuổi)  |         |                        |

### Uruguay
Huấn luyện viên:  José Etchegoyen
| Số | Vt | Cầu thủ            | Ngày sinh (tuổi)            | Số trận | Câu lạc bộ        |
| -- | -- | ------------------ | --------------------------- | ------- | ----------------- |
| 1  | TM | Mario Picún        | 17 tháng 8, 1965 (17 tuổi)  |         | Huracán Buceo     |
| 2  |    | Carlos Martínez    | 7 tháng 7, 1964 (18 tuổi)   |         | Defensor Sporting |
| 3  | HV | Daniel Uberti      | 11 tháng 8, 1963 (19 tuổi)  |         | Danubio           |
| 4  |    | Gabriel Esnal      | 21 tháng 8, 1964 (18 tuổi)  |         | Wanderers         |
| 5  | TV | José Perdomo       | 5 tháng 1, 1965 (18 tuổi)   |         | Peñarol           |
| 6  |    | Fernando Silva     | 22 tháng 1, 1964 (19 tuổi)  |         |                   |
| 7  |    | Gerardo Miranda    | 30 tháng 8, 1963 (19 tuổi)  |         | Defensor Sporting |
| 8  | TV | José Zalazar       | 26 tháng 10, 1963 (19 tuổi) |         | Peñarol           |
| 9  | TĐ | Carlos Aguilera    | 21 tháng 9, 1964 (18 tuổi)  |         | Nacional          |
| 10 |    | Jorge Martínez     | 22 tháng 2, 1964 (19 tuổi)  |         | Sud América       |
| 11 | TĐ | Rubén Sosa         | 25 tháng 4, 1966 (17 tuổi)  |         | Danubio           |
| 12 | TM | Pablo Fuentes      | 13 tháng 10, 1963 (19 tuổi) |         | Sud América       |
| 13 |    | Carlos De León     | 3 tháng 8, 1963 (19 tuổi)   |         | Cerro             |
| 14 |    | Gustavo Ancheta    | 21 tháng 11, 1963 (19 tuổi) |         | Miramar Misiones  |
| 15 | HV | José Luis Saldanha | 26 tháng 10, 1963 (19 tuổi) |         | Nacional          |
| 16 |    | Miguel Montano     | 25 tháng 5, 1964 (19 tuổi)  |         |                   |
| 17 |    | Enrique Olivera    | 1 tháng 2, 1966 (17 tuổi)   |         | Progreso          |
| 18 |    | Héctor Ayala       | 26 tháng 8, 1963 (19 tuổi)  |         | OFI               |

## Bảng C

### Argentina
Huấn luyện viên:  Carlos Pachamé
| Số | Vt | Cầu thủ                 | Ngày sinh (tuổi)            | Số trận | Câu lạc bộ        |
| -- | -- | ----------------------- | --------------------------- | ------- | ----------------- |
| 1  | TM | Luis Islas              | 22 tháng 12, 1965 (17 tuổi) |         | Estudiantes       |
| 2  | HV | Jorge Borelli           | 2 tháng 11, 1964 (18 tuổi)  |         | Platense          |
| 3  | TV | Oscar Olivera           | 14 tháng 8, 1964 (18 tuổi)  |         |                   |
| 4  | HV | Fabián Basualdo         | 26 tháng 2, 1964 (19 tuổi)  |         | Newell's Old Boys |
| 5  | TV | Marco Antonio Dossantos | 1 tháng 7, 1964 (18 tuổi)   |         |                   |
| 6  | HV | Jorge Theiler           | 12 tháng 5, 1964 (19 tuổi)  |         | Newell's Old Boys |
| 7  | TĐ | Claudio García          | 24 tháng 8, 1963 (19 tuổi)  |         | Huracán           |
| 8  | TV | Mario Vanemerak         | 21 tháng 10, 1963 (19 tuổi) |         | Vélez Sársfield   |
| 9  | TĐ | Jorge Luis Gabrich      | 14 tháng 10, 1963 (19 tuổi) |         | Instituto Córdoba |
| 10 | TV | Roberto Zárate          | 18 tháng 2, 1964 (19 tuổi)  |         |                   |
| 11 | TĐ | Oscar Dertycia          | 3 tháng 3, 1965 (18 tuổi)   |         | Instituto Córdoba |
| 12 | TM | Carlos Prono            | 5 tháng 10, 1963 (19 tuổi)  |         |                   |
| 13 | TV | Ariel Moreno            | 29 tháng 6, 1965 (17 tuổi)  |         |                   |
| 14 | TĐ | Alfredo Graciani        | 6 tháng 1, 1965 (18 tuổi)   |         | Atlanta           |
| 15 | HV | Esteban Solaberrieta    | 26 tháng 3, 1964 (19 tuổi)  |         | Kimberley         |
| 16 | TĐ | Gustavo Dezotti         | 14 tháng 2, 1964 (19 tuổi)  |         | Newell's Old Boys |
| 17 | TV | Oscar Acosta            | 18 tháng 10, 1964 (18 tuổi) |         |                   |
| 18 | TV | Julio César Gaona       | 5 tháng 2, 1964 (19 tuổi)   |         |                   |

### Áo
Huấn luyện viên:  Gerhard Hitzel
| Số | Vt | Cầu thủ            | Ngày sinh (tuổi)            | Số trận | Câu lạc bộ          |
| -- | -- | ------------------ | --------------------------- | ------- | ------------------- |
| 1  | TM | Franz Wohlfahrt    | 1 tháng 7, 1964 (18 tuổi)   |         | Austria Wien        |
| 2  | HV | Andreas Cvetko     | 15 tháng 12, 1963 (19 tuổi) |         | Áo Klagenfurt       |
| 3  | HV | Robert Frind       | 2 tháng 12, 1963 (19 tuổi)  |         | Austria Wien        |
| 4  | HV | Josef Kleinbichler | 14 tháng 12, 1963 (19 tuổi) |         | SSW Innsbruck       |
| 5  | HV | Alfred Stumpfl     | 16 tháng 10, 1963 (19 tuổi) |         | Áo Klagenfurt       |
| 6  | TV | Alfred Tatar       | 8 tháng 8, 1963 (19 tuổi)   |         | Wiener SC           |
| 7  | TĐ | Andreas Ogris      | 7 tháng 10, 1964 (18 tuổi)  |         | Austria Wien        |
| 8  | TV | Alois Weinrich     | 16 tháng 6, 1964 (18 tuổi)  |         | SC Neusiedel am See |
| 9  | TĐ | Toni Polster       | 10 tháng 3, 1964 (19 tuổi)  |         | Austria Wien        |
| 10 | TV | Gunter Haizinger   | 26 tháng 2, 1964 (19 tuổi)  |         | VÖEST Linz          |
| 11 | TĐ | Rupert Marko       | 24 tháng 11, 1963 (19 tuổi) |         | Sturm Graz          |
| 12 |    | Hannes Gort        | 24 tháng 9, 1964 (18 tuổi)  |         | St. Gallen          |
| 13 | TV | Gerald Rieder      | 30 tháng 12, 1963 (19 tuổi) |         | Áo Salzburg         |
| 14 | TĐ | Josef Hrstic       | 7 tháng 8, 1963 (19 tuổi)   |         | Áo Klagenfurt       |
| 15 |    | Michael Strobl     | 23 tháng 3, 1964 (19 tuổi)  |         | Sturm Graz          |
| 16 | TV | Michael Gabriel    | 15 tháng 12, 1963 (19 tuổi) |         | Eintracht Frankfurt |
| 17 | TM | Walter Obexer      | 6 tháng 9, 1964 (18 tuổi)   |         | SSW Innsbruck       |
| 18 | TM | Bernd Walcher      | 4 tháng 11, 1963 (19 tuổi)  |         | SC Mittersill       |

### Trung Quốc
Huấn luyện viên:  Gao Fengwen
| Số | Vt | Cầu thủ       | Ngày sinh (tuổi)            | Số trận | Câu lạc bộ |
| -- | -- | ------------- | --------------------------- | ------- | ---------- |
| 1  | TM | Fu Yubin      | 29 tháng 8, 1963 (19 tuổi)  |         | Liaoning   |
| 2  | HV | Wang Wenzong  | 13 tháng 12, 1963 (19 tuổi) |         | Beijing    |
| 3  | HV | Jia Xiuquan   | 9 tháng 11, 1963 (19 tuổi)  |         | Bayi       |
| 4  | TV | Mai Chao      | 21 tháng 10, 1963 (19 tuổi) |         | Guangzhou  |
| 5  | HV | Hu Yijun      | 19 tháng 9, 1963 (19 tuổi)  |         | Hubei      |
| 6  | TV | Zhong Yunyue  | 7 tháng 11, 1963 (19 tuổi)  |         | Bayi       |
| 7  | TV | Li Huayun     | 22 tháng 9, 1963 (19 tuổi)  |         | Liaoning   |
| 8  | TĐ | Zhu Ping      | 27 tháng 10, 1963 (19 tuổi) |         | Sichuan    |
| 9  | TV | Chen Fangping | 25 tháng 9, 1963 (19 tuổi)  |         | Bayi       |
| 10 | TV | Fan Guanghui  | 19 tháng 9, 1963 (19 tuổi)  |         | Liaoning   |
| 11 | HV | Li Yong       | 5 tháng 2, 1963 (20 tuổi)   |         | Bayi       |
| 12 | TĐ | Guo Yijun     | 11 tháng 12, 1963 (19 tuổi) |         | Guangdong  |
| 13 | TV | Cheng Jian    | 3 tháng 12, 1963 (19 tuổi)  |         | Hunan      |
| 14 | TM | Wang Jun      | 5 tháng 9, 1963 (19 tuổi)   |         | Liaoning   |
| 15 | TĐ | Liu Haiguang  | 11 tháng 9, 1963 (19 tuổi)  |         | Shanghai   |
| 16 | HV | Duan Ju       | 3 tháng 10, 1963 (19 tuổi)  |         | Tianjin    |
| 17 | HV | Shan Chunji   | 20 tháng 2, 1964 (19 tuổi)  |         | Tianjin    |
| 18 | TM | Li Zhigao     | 24 tháng 6, 1964 (18 tuổi)  |         | Jiangsu    |

### Tiệp Khắc
Huấn luyện viên:  Milouš Kvaček
| Số | Vt | Cầu thủ           | Ngày sinh (tuổi)            | Số trận | Câu lạc bộ            |
| -- | -- | ----------------- | --------------------------- | ------- | --------------------- |
| 1  | TM | Jiří Krbeček      | 12 tháng 5, 1964 (19 tuổi)  |         | Škoda Plzeň           |
| 2  | TV | Ivan Hašek        | 6 tháng 9, 1963 (19 tuổi)   |         | Sparta Prague         |
| 3  |    | Pavel Vrba        | 6 tháng 12, 1963 (19 tuổi)  |         | RH Cheb               |
| 4  | HV | Eduard Kopča      | 30 tháng 8, 1963 (19 tuổi)  |         | Inter Bratislava      |
| 5  | HV | Aleš Bažant       | 31 tháng 12, 1963 (19 tuổi) |         | Dukla Prague          |
| 6  | HV | Luboš Kubík       | 20 tháng 1, 1964 (19 tuổi)  |         | Slavia Prague         |
| 7  | TV | Stanislav Dostál  | 7 tháng 11, 1963 (19 tuổi)  |         | Vítkovice             |
| 8  | TĐ | Vlastimil Kula    | 10 tháng 8, 1963 (19 tuổi)  |         | Dukla Banská Bystrica |
| 9  | TV | Pavel Karoch      | 2 tháng 11, 1963 (19 tuổi)  |         | Dukla Prague          |
| 10 | TV | Karel Kula        | 10 tháng 8, 1963 (19 tuổi)  |         | Dukla Banská Bystrica |
| 11 |    | Miroslav Miškuf   | 20 tháng 12, 1963 (19 tuổi) |         |                       |
| 12 | HV | Peter Fieber      | 16 tháng 5, 1964 (19 tuổi)  |         | Dukla Banská Bystrica |
| 13 | TĐ | Rostislav Halkoci | 9 tháng 10, 1963 (19 tuổi)  |         |                       |
| 14 | TV | Miroslav Hirko    | 12 tháng 10, 1963 (19 tuổi) |         | Slovan Bratislava     |
| 15 | TV | Pravoslav Sukač   | 24 tháng 1, 1964 (19 tuổi)  |         | Baník Ostrava         |
| 16 | TĐ | Dušan Horváth     | 31 tháng 10, 1964 (18 tuổi) |         | Baník Ostrava         |
| 17 |    | Radek Zálešák     | 26 tháng 3, 1964 (19 tuổi)  |         | Slavia Prague         |
| 18 | TM | Luboš Přibyl      | 16 tháng 10, 1964 (18 tuổi) |         |                       |

## Bảng D

### Brasil
Huấn luyện viên: Jair Perreira
| Số | Vt | Cầu thủ          | Ngày sinh (tuổi)            | Số trận | Câu lạc bộ    |
| -- | -- | ---------------- | --------------------------- | ------- | ------------- |
| 1  | TM | Hugo             | 20 tháng 6, 1964 (18 tuổi)  |         | Flamengo      |
| 2  | HV | Boni             | 8 tháng 3, 1964 (19 tuổi)   |         | São Paulo     |
| 3  | HV | Aloísio          | 8 tháng 3, 1964 (19 tuổi)   |         | Internacional |
| 4  | TV | Heitor           | 14 tháng 2, 1964 (19 tuổi)  |         | Ponte Preta   |
| 5  |    | Coelho           | 28 tháng 11, 1963 (19 tuổi) |         | Vitória       |
| 6  | TV | Adalberto        | 3 tháng 6, 1964 (18 tuổi)   |         | Flamengo      |
| 7  | TĐ | Maurícinho       | 29 tháng 12, 1963 (19 tuổi) |         | Vasco da Gama |
| 8  | TV | Geovani          | 6 tháng 4, 1964 (19 tuổi)   |         | Vasco da Gama |
| 9  | TĐ | Márinho Rã       | 31 tháng 7, 1964 (18 tuổi)  |         | Portuguesa    |
| 10 | TĐ | Bebeto           | 16 tháng 2, 1964 (19 tuổi)  |         | Vitória       |
| 11 | TĐ | Paulinho Carioca | 24 tháng 3, 1964 (19 tuổi)  |         | Fluminense    |
| 12 | TM | Brigatti         | 14 tháng 3, 1964 (19 tuổi)  |         | Ponte Preta   |
| 13 | HV | Jorginho         | 17 tháng 8, 1964 (18 tuổi)  |         | America-RJ    |
| 14 | HV | Guto             | 14 tháng 5, 1964 (19 tuổi)  |         | Flamengo      |
| 15 |    | Angeli           | 5 tháng 1, 1964 (19 tuổi)   |         | Vitória       |
| 16 | HV | Dunga            | 31 tháng 10, 1963 (19 tuổi) |         | Internacional |
| 17 | TĐ | Gilmar Popoca    | 18 tháng 2, 1964 (19 tuổi)  |         | Flamengo      |
| 18 | TĐ | Sidney           | 20 tháng 8, 1963 (19 tuổi)  |         | São Paulo     |

### Hà Lan
Huấn luyện viên:  Kees Rijvers
| Số | Vt | Cầu thủ                   | Ngày sinh (tuổi)            | Số trận | Câu lạc bộ     |
| -- | -- | ------------------------- | --------------------------- | ------- | -------------- |
| 1  | TM | Rick Laurs                | 2 tháng 11, 1963 (19 tuổi)  |         | FC Eindhoven   |
| 2  | HV | Addick Koot               | 16 tháng 8, 1963 (19 tuổi)  |         | PSV            |
| 3  | HV | Henk Duut                 | 14 tháng 1, 1964 (19 tuổi)  |         | Feyenoord      |
| 4  | HV | Sonny Silooy              | 31 tháng 8, 1963 (19 tuổi)  |         | Ajax           |
| 5  | HV | Tjabko Teuben             | 29 tháng 12, 1963 (19 tuổi) |         | Club Brugge    |
| 6  | HV | Mike Snoei                | 4 tháng 12, 1963 (19 tuổi)  |         | Excelsior      |
| 7  | TV | John van 't Schip         | 30 tháng 12, 1963 (19 tuổi) |         | Ajax           |
| 8  | TV | Gerald Vanenburg          | 5 tháng 3, 1964 (19 tuổi)   |         | Ajax           |
| 9  | TĐ | Marco van Basten          | 31 tháng 10, 1964 (18 tuổi) |         | Ajax           |
| 10 | TV | René Roord                | 15 tháng 5, 1964 (19 tuổi)  |         | FC Twente      |
| 11 | TV | Rob de Wit                | 8 tháng 9, 1963 (19 tuổi)   |         | FC Utrecht     |
| 12 | TĐ | Erik-Jan van den Boogaard | 19 tháng 8, 1964 (18 tuổi)  |         | PSV            |
| 13 | TV | Mario Been                | 11 tháng 12, 1963 (19 tuổi) |         | Feyenoord      |
| 14 | TV | Edwin Godee               | 29 tháng 9, 1964 (18 tuổi)  |         | Ajax           |
| 15 |    | Ramon Kramer              | 10 tháng 1, 1964 (19 tuổi)  |         | Vitesse Arnhem |
| 16 | TM | Theo Snelders             | 7 tháng 12, 1963 (19 tuổi)  |         | FC Twente      |
| 17 | TĐ | Edwin Bakker              | 3 tháng 9, 1964 (18 tuổi)   |         | Ajax           |
| 18 | TV | René Panhuis              | 26 tháng 8, 1964 (18 tuổi)  |         | Ajax           |

### Nigeria
Huấn luyện viên:  Christopher Udemezue
| Số | Vt | Cầu thủ             | Ngày sinh (tuổi)            | Số trận | Câu lạc bộ       |
| -- | -- | ------------------- | --------------------------- | ------- | ---------------- |
| 1  | TM | Wilfred Agbonavbare | 5 tháng 10, 1966 (16 tuổi)  |         | New Nigeria Bank |
| 2  | TV | Chibuzor Ehilegbu   | 30 tháng 4, 1964 (19 tuổi)  |         |                  |
| 3  | TĐ | Femi Olukanni       | 27 tháng 11, 1965 (17 tuổi) |         |                  |
| 4  | HV | Paul Okoku          | 27 tháng 12, 1965 (17 tuổi) |         |                  |
| 5  | TĐ | Dahiru Sadi         | 10 tháng 12, 1965 (17 tuổi) |         |                  |
| 6  | HV | Yisa Shofoluwe      | 28 tháng 12, 1967 (15 tuổi) |         | Abiola Babes     |
| 7  | TĐ | Christopher Anigala | 8 tháng 10, 1965 (17 tuổi)  |         |                  |
| 8  | HV | Ali Jeje            | 1 tháng 10, 1964 (18 tuổi)  |         |                  |
| 9  |    | Alphonsus Akhahan   | 8 tháng 10, 1965 (17 tuổi)  |         |                  |
| 10 | TV | Dehinde Akinlotan   | 2 tháng 7, 1965 (17 tuổi)   |         |                  |
| 11 | TV | Tarila Okoronwanta  | 16 tháng 3, 1965 (18 tuổi)  |         |                  |
| 12 | HV | Tajudeen Disu       | 27 tháng 12, 1965 (17 tuổi) |         |                  |
| 13 | HV | Amaechi Otti        | 23 tháng 4, 1965 (18 tuổi)  |         | Enugu Rangers    |
| 14 | TĐ | Humphrey Edobor     | 12 tháng 3, 1966 (17 tuổi)  |         | New Nigeria Bank |
| 15 | TV | Wahab Adesina       | 11 tháng 11, 1964 (18 tuổi) |         | Abiola Babes     |
| 16 |    | Benson Edema        | 21 tháng 10, 1965 (17 tuổi) |         | New Nigeria Bank |
| 17 | TM | Yemi Adfranjo       | 11 tháng 11, 1964 (18 tuổi) |         | Abiola Babes     |
| 18 | TM | Patrick Udoh        | 31 tháng 10, 1964 (18 tuổi) |         |                  |

### Liên Xô
Huấn luyện viên:  Nikolay Kiselyov (cầu thủ bóng đá)
| Số | Vt | Cầu thủ               | Ngày sinh (tuổi)            | Số trận | Câu lạc bộ            |
| -- | -- | --------------------- | --------------------------- | ------- | --------------------- |
| 1  | TM | Valeriy Palamarchuk   | 11 tháng 8, 1963 (19 tuổi)  |         | Chernomorets Odessa   |
| 2  | HV | Pakhruddin Islamov    | 23 tháng 10, 1963 (19 tuổi) |         | Pakhtakor Tashkent    |
| 3  | HV | Mikhail Agapov        | 8 tháng 9, 1963 (19 tuổi)   |         | Uralmash Sverdlovsk   |
| 4  | HV | Georgi Dokhia         | 18 tháng 9, 1963 (19 tuổi)  |         | Dynamo Tbilisi        |
| 5  | HV | Vadim Karataev        | 15 tháng 1, 1964 (19 tuổi)  |         | Dynamo Kyiv           |
| 6  | HV | Aliaksandr Metlitskiy | 22 tháng 4, 1964 (19 tuổi)  |         | Dinamo Minsk          |
| 7  | TV | Aleksei Yeryomenko    | 17 tháng 1, 1964 (19 tuổi)  |         | SKA Rostov-on-Don     |
| 8  | TV | Pavlo Yakovenko       | 19 tháng 12, 1963 (19 tuổi) |         | Dynamo Kyiv           |
| 9  | TV | Hennadiy Lytovchenko  | 11 tháng 9, 1963 (19 tuổi)  |         | Dnipro Dnipropetrovsk |
| 10 | TV | Ihor Petrov           | 30 tháng 1, 1964 (19 tuổi)  |         | Shakhtar Donetsk      |
| 11 | TĐ | Oleh Protasov         | 4 tháng 2, 1964 (19 tuổi)   |         | Dnipro Dnipropetrovsk |
| 12 | TV | Fanas Salimov         | 19 tháng 2, 1964 (19 tuổi)  |         | Kairat Almaty         |
| 13 | HV | Vladimir Demidov      | 19 tháng 1, 1964 (19 tuổi)  |         | Dynamo Moscow         |
| 14 | TV | Gocha Tkebuchava      | 24 tháng 11, 1963 (19 tuổi) |         | Dynamo Moscow         |
| 15 | HV | Pavel Radnyonak       | 30 tháng 7, 1964 (18 tuổi)  |         | Dinamo Minsk          |
| 16 | TM | Stanislav Cherchesov  | 2 tháng 9, 1963 (19 tuổi)   |         | Spartak Ordzhonikidze |
| 17 | TĐ | Sergey Dmitriev       | 19 tháng 3, 1964 (19 tuổi)  |         | Zenit Leningrad       |
| 18 | TĐ | Vitalis Levendrauskas | 27 tháng 3, 1964 (19 tuổi)  |         | Zalgiris Vilnius      |